# پرویز پیران
پرویز پیران (زادۀ همدان در ۱۳۲۹ - ) جامعه‌شناس اهل ایران است. 

## زندگی
پرویز پیران در سال ۱۳۲۹ در همدان به دنیا آمد. جدش به نام «ذوالریاستین همدانی»، در ۱۵ سال منتهی به ۱۲۷۵ شمسی حاکم همدان و غرب کشور بوده که از او «مثنوی مفیضیه» باقی است. بسیاری از کتاب‌های خطی خاندان پیران به کتابخانه آیت‌الله العظمی ملاعلی همدانی اهدا شده‌است. تحصیلات ابتدایی و دبیرستان را در چند مدرسه در همدان، صحنه و کرمانشاه ادامه داده و در سال ۱۳۴۹ دیپلم ریاضی را در همدان گرفت. 
در سال ۱۳۴۹ تحصیل در رشته جامعه‌شناسی دانشکده ادبیات و علوم انسانی دانشگاه ملی (شهید بهشتی بعدی) را آغاز کرد و در سال ۱۳۵۳ هم فارغ‌التحصیل شد. او برای ادامه تحصیل به خارج از کشور رفت و در دانشگاه مورهد ایالات متحده تحصیل کرد و با پروفسور پلی فورپ استاد معروف جرم‌شناسی آمریکا کار کرده است. عنوان پایان‌نامه‌اش «تحلیل محتوای اشعار سفیدپوستان از نظر روان‌شناسی اجتماعی» بوده که تأثیر تبعیض نژادی را در اشعار و ترانه‌های سیاه پوستان مطالعه کرده است.
او سپس در مقطع تحصیل دکترا در کانزاس تحصیل کرد. تاریخ‌نگاری مکتب آنال فرانسه را برای تز دکترا انتخاب کرد. با اخذ مدرک دکترا، عضو هیئت علمی دوره‌های فوق لیسانس و دکترای دانشگاه مذکور شد و ۴ سال در دانشگاه کانزاس تدریس کرده‌است. هم‌زمان با تحولات انقلاب ایران به وطن بازگشت. او به تدریس در دانشگاه علامه طباطبایی و دانشکده‌های هنرهای زیبای دانشگاه تهران و دانشکده علوم زمین و نیز معماری و شهرسازی دانشگاه شهید بهشتی پرداخت.
پیران عضو هیئت علمی دانشگاه علامه طباطبایی، مشاور ارشد سازمان ملل متحد از سال ۱۹۹۹ تاکنون، عضو هیئت علمی آکادمی سوئیس برای توسعه از سال ۲۰۰۳ تاکنون، عضو هیئت مشاوران علمی فصلنامه «کودکان، جوانان و محیط زیست» دانشگاه کلرادو ایالات متحده آمریکا و عضو هیئت مشاوران بسیاری از مجلات داخلی همچون رفاه اجتماعی معماری و فرهنگ، و جز آن بوده است.

## طرح‌ها و نظریات
وی مقاله «شهردار مدرسه» را در چهارمین کنگره جهانی شهرهای آموزش دهنده در شیکاگوی آمریکا مطرح می‌کند و این طرح به عنوان یکی از ۱۷ مقاله منتخب از میان ۵۶۰ طرح معرفی می‌شود. در سال ۱۹۹۷ این طرح در گزارش یونسکو به عنوان تجربه موفق آموزش شهروندی شناخته شد.
طرح کاهش فقر وی برای شیرآباد زاهدان نیز به دریافت جایزه از یونسکو منجر شد..
همچنین او مقاله «مقیاس شهری و مقیاس ابنیه منفرد» را به کنگره جهانی معماری شهر در دانشکده معماری دانشگاه فلورانس ایتالیا ارائه کرد و با این طرح، علت پا نگرفتن «شهروند» به معنای واقعی را به معضل زورمندمداری نسبت می‌دهد که در مجله بین‌المللی «مورفولوژی شهری» وابسته به انجمن جهانی فرم شهری در سال ۱۹۹۹ مورد بحث قرار گرفت.{نیازمند منبع}
او با بررسی نظریه‌های دوره‌بندی تاریخ اروپای غربی، نظریه شیوه تولید آسیایی، نظریه پاتریمونیالی، سلطانیسم و استبداد شرقی و بعد از تحلیل محتوای متون تاریخی ایران که در مدت ۲۰ سال توسط دانشجویانش انجام گرفته، مقاله «راهبرد و سیاست سرزمینی جامعه ایران» را عرضه داشته است..
طرح شورایاری شهر و محلّات، طرح محله پاک، طرح سبزخواهان ایران و طرح شهروندمداری از دیگر طرح‌های ارائه شده توسط او بوده است.

## خاطرات و مشکلات
وی در نظام ارزشیابی آموزش عالی ایران «استادیار» است.
کار کردن در کارواش بخاطر بدهی مالی از خاطرات وی از دورهٔ دکتری در آمریکا است. دکتر پیران در پروژه‌های زیر ۲۰ هزار دلار سازمان ملل و بانک جهانی – که نیازی به درج آگهی ندارد – مانند پروژه‌های تأثیرسنجی قبل از اعطای وام بانک جهانی به طرح فاضلاب شهرهای بزرگ ایران یا تهیهٔ نقشهٔ فقر ایران و… کار کرده‌است. 
در سال ۱۳۹۲ در پی بازگشت به ایران مشاهده کرد مسئولان گروه جامعه‌شناسی دانشگاه علامه اقدام به تخلیه وسایل و اسناد از اتاق وی و انتقال آن‌ها به آبدارخانه این گروه کردند.

## سایر منابع
- http://www.pouyan.ws/archives/001161.php
- http://www.parvizpiran.com
- http://www.urbanplanning.ir
- http://www.urbanplanning.ir/post-8.aspx
- http://www.urbanplanning.ir/post-9.aspx
- http://www.urbanplanning.ir/post-13.aspx